# 罗子沟古城
罗子沟古城，位于中国吉林省汪清县罗子沟镇，为一个省级文物保护单位，类型为古遗址，公布时间为1999年2月26日。该文物保护单位由汪清县文物管理所管理。
罗子沟古城的历史年代为辽金。